# 騰龍 17-50mm 鏡頭
騰龍 17-50mm 鏡頭是由騰龍生產的變焦鏡頭，有以下型號：
- Tamron SP AF 17-50mm F2.8 XR Di II LD Aspherical [IF]，名為A16
- Tamron SP AF 17-50mm F2.8 XR Di II VC LD Aspherical [IF]，名為B005

A16為無防手震版本，B005是搭載騰龍的VC防手震。
騰龍 17-50mm 鏡頭是專為APS-C所生產的定焦鏡頭，經過焦段換算後為標準焦段的定焦鏡。當用於尼康數位單眼相機時，其等效於全幅機身的25.5-75mm視角（乘以系數1.5）。當用於佳能數碼EOS系列的APS-C幅面機身時，其等效於全幅機身上的27.2-80mm視角（乘以系數1.6）。當用於APS-H幅面機身時，其等效於全幅機身的23.12-65mm視角（乘以系數1.3）。